# Ledebouria atrobrunnea
Ledebouria atrobrunnea är en sparrisväxtart som beskrevs av Stephanus Venter. Ledebouria atrobrunnea ingår i släktet Ledebouria och familjen sparrisväxter. Inga underarter finns listade i Catalogue of Life.